# مرتضی کریمی‌نیا
مرتضی کریمی‌نیا (زادهٔ ۱۳۵۰) قرآن‌پژوه و مترجم ایرانی است.

## جوایز
او برای نگارش کتاب‌شناسی و مطالعات قرآنی در زبان‌های اروپایی در سی و یکمین دورهٔ کتاب سال جمهوری اسلامی ایران به‌عنوان شایسته تقدیر معرفی شد.

## نقد
ایمان تاجی دربارهٔ کتاب زبان قرآن، تفسیر قرآن می‌نویسد: «این کتاب می‌تواند دنیای جدیدی را برای کسانی که در حوزهٔ تفسیر قرآن و همچنین قرآن‌پژوهی فعالیت و تحقیق می‌کنند، باز کند و آن‌ها را از پژوهش‌های غربیان در این زمینه آگاه سازد.»

## آثار
- مصحف مشهد رضوی (تصحیح)، ۱۴۰۳، ناشر: هرمس
- ساختهای زبان فارسی و مسئلهٔ ترجمه قرآن، مرتضی کریمی‌نیا، ناشر: هرمس
- فرهنگ نحوی ساختارهای قرآن کریم، مرتضی کریمی‌نیا، ناشر: هرمس
- دربارهٔ حج، گروه مؤلفان، ناشر: کتاب مرجع
- زبان قرآن، تفسیر قرآن: مجموعه مقالات قرآن پژوهی غربیان، جان ونزبرو، اندرو ریپین، هربرت برگ، هارالد موتسکی، اری ربین، فرانسوا دوبلوا، جیمز بلمی، مرتضی کریمی‌نیا (مترجم)، ناشر: هرمس
- قرآن‌های عصر اموی: مقدمه ای در باب کهن‌ترین مصاحف، فرانسوا دروش، مرتضی کریمی‌نیا و آلاء وحیدنیا (مترجم)، ناشر: هرمس، مرکز و کتابخانهٔ مطالعات اسلامی به زبانهای اروپایی
- سیره پژوهی در غرب: گزیده متون و منابع، مرتضی کریمی‌نیا (تدوین)، ناشر: مجمع جهانی تقریب مذاهب اسلامی
- کتاب‌شناسی مطالعات قرآنی به زبان‌های اروپایی، مرتضی کریمی‌نیا (گردآورنده)، ناشر: ترجمان وحی
- معنای متن: پژوهشی در علوم قرآن، نصر حامد ابوزید، مرتضی کریمی‌نیا (مترجم)، مصطفی ملکیان (ویراستار)، ناشر: طرح نو